# 瑞典東印度公司
瑞典東印度公司（Svenska Ostindiska Companiet，簡稱SOIC）是瑞典為了與東亞（特別是中國）貿易，而於1731年在哥德堡成立的公司。此公司的成立，是受到荷蘭東印度公司和英國東印度公司的成功所啟發，並於18世紀成為瑞典最大型貿易公司，直至於1813年停止運作。

## 成立以前
瑞典東印度公司早於其成立前100年已有構思。1626年，荷蘭人威廉·尤塞林克斯獲瑞典國王的特許，批准他成立貿易公司，但三十年戰爭使他無法派出船隻前往亞洲。來自馬達加斯加的海盜也作出了同樣嘗試，因為他們認為瑞典更適合作為他們的根據地。當時瑞典正與丹麥-挪威聯合王國交戰，他們便前往瑞典國王卡爾十二世的軍營向其遊說，提供實質的錢財回報，故此協商頗為順利。但卡爾十二世戰死後，該公司便倒閉了。
大北方戰爭使瑞典變得貧困，故瑞典視貿易為重建國家的方法。然而，其中的意見並不一致，因為把木材和鋼鐵用於貿易，交換無助興建的貨品（例如茶葉和瓷器），是一種浪費。正在崛起的製衣業也受新貿易威脅，故此新成立的貿易公司答應不會影響他們。
由於新貿易公司會威脅法國、英國等歐洲國家的利益，故其成立並不容易，但此時該公司得到的貿易專利幫了他們一把。沒有加入到英國東印度公司的蘇格蘭和英格蘭商人也為了分享其貿易成果，而注資於這間新的瑞典公司。

## 正式成立
1729年，蘇格蘭商人科林·坎貝爾與尼古拉斯·薩爾格倫商議後，又得到瑞典人亨里克·科尼格的協助。瑞典政府卻不願意，因為奧屬荷蘭奧斯坦德一間類似的公司失敗了，不利於瑞典人與其他經濟強國競爭。科尼格把這事帶到瑞典國會，並成功為該公司取得御准特權。該特權於1731年1月14日生效，起初有效期為15年。其權利包括：
- 該公司有權於好望角以東的地區貿易和航行
- 所有出入境須於哥德堡以外
- 瑞典國家可向每艘船收取100瑞典圓（英语：Riksdaler）（於1712年，100瑞典圓相等於1200馬克），另加稅款
- 貨物須於抵達哥德堡時拍賣
- 該公司可使用的船艦數量並無限制，惟船隻必須於瑞典製造和組裝
- 船隻須懸掛瑞典旗幟，並擁有瑞典船隻取可證
- 該公司有權發行股票為貿易船隻融資
- 該公司所需之貨物及倉庫，可於瑞典海關免稅
- 該公司之幹事於瑞典海軍軍官擁有相等職權
- 該公司之船員也免除於瑞典軍隊的服役
- 該公司有權自衞，「以暴易暴」
- 該公司須保密注資者和持股人的身份

最後的一則條款有其內在和外在意義：英國公民被禁止投資於亞洲的貿易，而瑞典人則認為外國人意圖於瑞典的財富上分一杯羹。在該公司之外的商人也十分嫉妒。因此，交易紀錄會於結算和複核後銷毀，從而隱藏公司的交易。
那封有關特權的信件翻譯成法語和拉丁文後，向其他大國派發。其他大國都不樂意，並且明確地把該新公司視為不受歡迎的競爭者。瑞典駐英國總領事甚至不敢向英國政府遞交那封信，要求英國在有需要時提供協助也得不到回應。

## 首次遠航
受瑞典國王封為爵士後搬往哥德堡的科林·坎貝爾策劃了首次遠航。在1732年2月9日，Friedericus Rex Sueciae啟航，他也任命了會見中國朝廷的大使。船長是特洛爾的喬治·赫爾曼，他和科林·坎貝爾之前都到過中國。連同科林·坎貝爾在內，船上共約有100名船員。
航行起初非常順利，繼穿越好望角後，船隻成功抵達當時中國的主要貿易港──廣州，交易也順利完成。起初他們想要的貨物是辣椒，但後來因應需求，他們購入了大量瓷器和茶葉。
回程時，船隻在爪哇和蘇門答臘之間被荷蘭人截停，後被帶到巴達維亞。坎貝爾出示取可證抗議，但荷蘭人駁斥說懷疑他們誤懸瑞典旗幟。雖然船隻最終獲釋，但已失去大量時間，加上風勢不利，很多海員死於歸途。靠近挪威海岸時，船隻需要聘請大量挪威水手，以補充人手。
1733年8月27日，即啟航後一年半，船隻回到哥德堡。這次航行帶來極大了經濟回報，貨物共賣得90萬瑞典圓，所得的25%被派作股息。

## 其後的遠航
在其運作期間（1731─1821），瑞典東印度公司共遠航132次。期間共有8隻船損傷或沉沒，當中最著名的是哥德堡號的意外。它在1745年完成往中國的航程，正駛進哥德堡時，卻突然觸礁沉沒。雖然交易紀錄被銷毀，但瑞典東印度公司確為很多持股人帶來豐厚盈利，也令不少瑞典人致富。
船隻從哥德堡出發，帶著鐵條和鐵製的斧頭、錨、鋼到遠方，也帶著銅器和木材。他們在加的斯以貨物換取西班牙硬幣「pesos duros」的銀。
就價值而言，他們從中國購入的主要貨品是茶葉，約佔1774年交易額的九成。其中大部分茶葉會再輸出其他國家，或走私進英國，以壓低英國茶葉專利的價格。此外，瓷器也佔了購入貨品價值的5%；估計瑞典東印度公司歷年來共輸入5千萬件瓷器。
遠航的回報通常是投入資金的25%至30%，但也曾高達60%。這全賴商人和船長的功勞；商人須商定大量有利的交易，而船長須確保船隻安全往來中國和瑞典。船身大約長50米，而船上除載有貨物外，船員也帶了25至30枝槍自衞。1806年，瑞典東印度公司最後一艘遠航船回到哥德堡，雖然其特權有效至1821年，但它於1813年便終止運作了。

## 打撈哥德堡號
1993年，以瑞典東印度公司為名的新公司開展了打撈哥德堡號，並把它從哥德堡航行至廣州的計劃。新公司仿照從水中打撈起的哥德堡號，建造了新的哥德堡號。哥德堡號於2005年再次航行到中國，船員由教授和學生組成。

## 外部連結
- 哥德堡大學圖書館館藏原瑞典東印度公司文件 （页面存档备份，存于）（瑞典文）或（英文）
- 哥德堡號中國之旅 （页面存档备份，存于）（简体中文）

1. ↑  Kjellberg 1975，第39頁.
2. ↑  Kjellberg 1975，第163頁.